# Capelle-lès-Hesdin
Capelle-lès-Hesdin è un comune francese di 473 abitanti situato nel dipartimento del Passo di Calais nella regione dell'Alta Francia.

## Società

### Evoluzione demografica
Abitanti censiti